# Alegeri prezidențiale în Statele Unite ale Americii, 1860
Alegerile prezidențiale din Statele Unite din 1860 au reprezentat preludiul războiului civil american. Națiunea fusese divizată de-a lungul anilor 1850 în chestiuni privind drepturile statelor și sclavia în teritorii. În 1860, Partidul Democrat, până atunci partid dominant, s-a rupt în facțiunile din nord și din sud, iar Abraham Lincoln și Partidul Republican au câștigat alegerile fără a primi susținerea niciunuia din statele din Sud.
Rezultatul imediat al alegerii lui Lincoln au fost declarațiile de secesiune din partea a șapte state, în frunte cu Carolina de Sud, care au fost respinse ca ilegale de președintele în exercițiu, James Buchanan și de președintele ales, Abraham Lincoln.